# Ricard Altaba i Planuch
Ricard Altaba i Planuch (Barcelona, 29 d'octubre de 1901 – 17 de setembre de 1994) fou un polític català. Pare de Dolors Altaba i Artal i de Glòria Altaba i Artal.
Era fill d'Agustí Altaba i Carbó natural de La Mata i de Dolors Planuch i Forn natural de El Pla del Penedès, que teníen una botiga de mobles al carrer Tallers, 29. Va estudiar a l'Escola Horaciana i a les escoles mercantils del CADCI, on va aprendre l'ofici d'ebenista. Simultàniament, col·laborà amb els diaris L'Opinió i La Humanitat i fou soci de l'Ateneu Barcelonès.
Durant la Segona República Espanyola fou militant d'Esquerra Republicana de Catalunya i després del Partit Nacionalista Republicà d'Esquerra. A les eleccions municipals espanyoles de 1931 fou escollit regidor de l'Ajuntament de Barcelona. En la seva qualitat de tinent d'alcalde fou empresonat després dels fets del sis d'octubre de 1934 i alliberat per l'amnistia decretada pel govern del Front Popular després de les eleccions generals espanyoles de 1936.
Durant la guerra civil espanyola fou secretari general de la Delegació del Govern d'Euzkadi a Catalunya i marxà a Bilbao tot acompanyant Manuel Carrasco i Formiguera i la seva família el desembre de 1936. Després de la caiguda del País Basc fou comissari d'Assistencia als Refugiats de Guerra de la Generalitat de Catalunya.
En acabar la guerra fou condemnat a mort i es va exiliar a França, d'allí marxà als Estats Units, i a través de Nogales (Arizona) el 1940 s'establí a Mèxic, on va obrir un negoci de joieria (Joyería Altaba) i col·laborà en la tasca cultural de la Comunitat Catalana de Mèxic a través de l'Orfeó Català de Mèxic. A finals dels anys seixanta va tornar a Catalunya.

## Obres
- Divuit mesos a la Delegació d'Euskadi a Catalunya (1938)
- Les meves tres vides (memòries)